# Димитър Чобанов (скулптор)
 Тази статия е за скулптора.  За футболиста с това име вижте Димитър Чобанов (футболист).  
Димитър Чобанов е български скулптор.

## Биография и творчество
Роден е на 15 юни 1961 в село Мостово, Пловдивско. През 1980 година завършва Средното художествено училище за изящни изкуства в Пловдив. В периода 1981 – 1986 практикува при проф. Тодор Гошев, Цвятко Сиромашки и Станимир Видев.
Първата му изложба е през 1989 година в Пловдив. Следват изложби във Варна, София и Созопол. Чобанов участва в международни изложби в Анкара, Токио, Виена, Мюнхен, Берлин, Амстердам, Чикаго и Ню Джърси.
През 1991 година получава наградата The Suntory Prize'91 – Токио. От 2000 година е член на Международен скулптурен център – Ню Джърси, САЩ. Негови творби са притежание на частни колекции в България, Полша, Германия, Австрия, Франция, Обединено кралство, Гърция, Япония, САЩ.

## Галерия
- "Времето е в нас и ние сме във времето" -- Месинг 1991 г. The Suntory Prize'91 – Токио.
- "Целувката"- Месинг 1995 г.
- "Адам и Ева"- Месинг 2000 г.